# Onbenoemde overeenkomst
Onbenoemde overeenkomst is in het civiele recht de term voor overeenkomsten die niet vallen onder een bij wet geregelde figuur. Voor de uitleg van dergelijke overeenkomsten geldt allereerst hetgeen door partijen was overeengekomen, mits dit niet in strijd komt met wettelijke bepalingen of de goede zeden, en wat hun kennelijk voor ogen stond bij het aangaan ervan; vervolgens kan er een beroep worden gedaan op meer algemene beginselen, zoals de rechtsbron van het gebruik, de goede trouw, de wijze waarop door partijen vóór het rijzen van een geschil invulling of uitvoering aan de betreffende overeenkomst was gegeven en de aanvullende werking en derogerende werking van de redelijkheid en billijkheid. 
Een in de praktijk voorkomend probleem bij onbenoemde overeenkomsten betreft veelal de beëindiging ervan, met name in gevallen waarin bij het aangaan van de overeenkomst daaromtrent niets was overeengekomen of schriftelijk was vastgelegd en daarover tussen de partijen bij de betreffende overeenkomst een verschil van opvattingen blijkt te bestaan of ontstaan.